# Gonaphodiellus hoffmanni
Gonaphodiellus hoffmanni är en skalbaggsart som beskrevs av Islas 1945. Gonaphodiellus hoffmanni ingår i släktet Gonaphodiellus och familjen Aphodiidae. Inga underarter finns listade i Catalogue of Life.